# Truth (film, 2015)
The Truth (v anglickém originále The Truth) je americký životopisný film z roku 2015. Režisérem filmu je James Vanderbilt. Hlavní role ve filmu ztvárnili Cate Blanchett, Robert Redford, Topher Grace, Dennis Quaid a Elisabeth Mossová.

## Obsazení
| Cate Blanchett       | Mary Mapes       |
| Robert Redford       | Dan Rather       |
| Topher Grace         | Mike Smith       |
| Dennis Quaid         | Roger Charles    |
| Elisabeth Mossová    | Lucy Scott       |
| Bruce Greenwood      | Andrew Heyward   |
| David Lyons          | Josh Howard      |
| John Benjamin Hickey | Mark Wrolstad    |
| Dermot Mulroney      | Lawrence Lanpher |